# Villangómez
Villangómez es un municipio y localidad de España, en el partido judicial de Lerma, dentro de la provincia de Burgos, en Castilla y León. Esta pequeña localidad burgalesa cuenta con un área de 38,5 km², a una distancia de 21 km de la capital de provincia. Su densidad demográfica es de 238 habitantes (según datos de 2013). Villangómez es la capital del municipio, que cuenta además con la localidad de Villafuertes.

## Historia
Villangómez es una localidad antigua que existía ya en la época romana, ya que se conservan pequeñas muestras de "terra sigilata", encontradas en La Mota, altozano que domina el pueblo, y que responden a su proximidad con la calzada romana que unía Clunia con Cantabria.
Queda documentado que el nombre de Villangómez deriva de Villa de Don Gómez (por su fundador Don Gómez), que es como firmaban en 1185 los vecinos de la localidad en un pergamino de la Catedral de Burgos. Dicho documento fue firmado por García Martínez de Villa don Gómez y Rodrigo Martínez de Villa don Gómez, ambos testigos de una venta de la condesa doña Urraca al obispo de Burgos. Aunque en aquel documento era la primera vez que se pudo leer el nombre del pueblo.

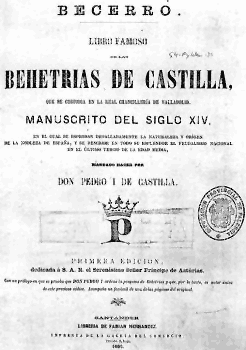
Behetrías de la localidad de Villangómez

Villangómez y todo el Campo de Muñó pertenecían a la merindad de Muñó, que fue repoblado, al igual que otras fronteras de Castilla, rápidamente tras fundar la ciudad y el castillo de Burgos en el año 884. Los
foramontanos encontraron en esta zona las tierras abiertas y fértiles que
ansiaban en las estrecheces del norte, aquí lograron cosechar y vendimiar sus majuelos e incorporar rebaños de ovejas. Los grupos de repobladores ocupaban el
territorio por la ley de “pressura”, con la cual ocupaban parte del territorio donde fundaban el pueblo y se constituía el concejo que señalaba la propiedad comunal y
particular, de esta forma se formaron cientos de localidades, y, entre ellas Villangómez.
Los adinerados medievales apenas tenían posibilidades donde
colocar sus riquezas, así que las invertían en el campo y la ciudad, y así lo
hizo el linaje catalán de los Brunet en el siglo XVIII. Don Arnaldo Brunet y su
esposa, doña Guillerma, visitaron Castilla durante los últimos años del reinado
de Alfonso VIII; estos tuvieron un primogénito, don Liger, que más tarde compró varias haciendas en Villangómez, unas tierras que en 1244 pasarían a formar parte del extenso patrimonio del Monasterio de Santa María la Real de Bujedo de Juarros. Así los monjes consiguieron posesión de bienes que poco después se extenderían por las localidades de Montuenga y Cogollillos, ya desaparecido. Pero estas tierras no permanecieron estáticas, sino que este territorio se ensanchó y mantuvo hasta 1835. Pero hay muchos más datos de la vida secular de este curioso pueblo, por
ejemplo en 1236 doña Teresa de Cercon en Val realizó la compra de varias de las tierras de Villangómez; o en 1254, cuando apareció el pueblo en el libro de Préstamos de la diócesis de Burgos con un valor de 18 maravedíes. Los cambios
sociales y económicos de la segunda mitad del siglo XIX afectaron a Villangómez, sin embargo no cambiaron el espíritu de la villa, que aún permanece. El espíritu de don Gómez, el fundador, le movió a arriesgar vidas y hacienda suya y de sus amigos por unos ideales que a veces, tuvo que defender con su trabajo y, a veces con la espada que a ese precio se hacía entonces en la España que ellos querían.
Villangómez aparece en el Libro de las Behetrías de Castilla (1352), una institución de la que gozaban varias villas de Castilla por la que podían elegir a su “benefactor” y mantenerlo cuanto quisieran. Por otra parte, en los censos del siglo XVI, Villangómez aparecía en el partido de Madrigalejo, acompañada de otras nueve que suman casi 500 vecinos. Durante el siglo XVIII continuó en el régimen de realengo, en el cual se mantuvo durante toda su historia hasta la desaparición del régimen señorial.

## Símbolos

### Escudo
El escudo de Villangómez cuenta con una banda sinople verde perfilada de oro en cuyo interior hay tres bezantes de oro y dos espigas de trigo doradas intercaladas. La parte inferior del escudo cuenta con un castillo, propio de Castilla, sobre una onda de plata; en la parte superior una espada de plata bajo tres estrellas de oro, la de centro de ocho puntas y las otras de seis. Todo ello bajo un fondo rojo intenso y bajo una gran y elegante corona formada por varias perlas.
Queda así reflejado en el escudo: la castellanidad de Villangómez en el campo de Gules; el recuerdo de Don Gómez, fundador y soldado en su espada; las villas agregadas en las dos estrellas de seis puntas que escoltan a la de ocho, que sería Villangómez. La banda sinople representa la vida agraria que tiene la villa, y las espigas de oro su expresión y los trez bezantes son tres monedas, que simbolizan las transacciones, compraventas, censos y rentas que se han operado a lo largo de la historia sobre el campo de Villangómez.

### Bandera
La bandera de Villangómez es cuadrada y tricolor, en verde, amarillo y rojo, oro y gules. En el borde izquierdo hay cinco girones triangulares color verde de igual base y altura, que encajan con el amarillo en la mitad superior de la bandera y con el rojo en la inferior. El corazón de la bandera lo compone el escudo de la villa.
Los colores de la bandera han de entenderse por los convecinos como trabajo y paz en su campo, como trigo y prosperidad en el oro, y como sacrificio y castellanía en el rojo.
Esta bandera, que merece los honores del protocolo municipal y administrativo ondea en la fachada del ayuntamiento de la localidad, escoltando y acompañando a las banderas de España, Europa y Castilla y León.

## Monumentos y lugares de interés

### Iglesia Parroquial de San Cosme y San Damián

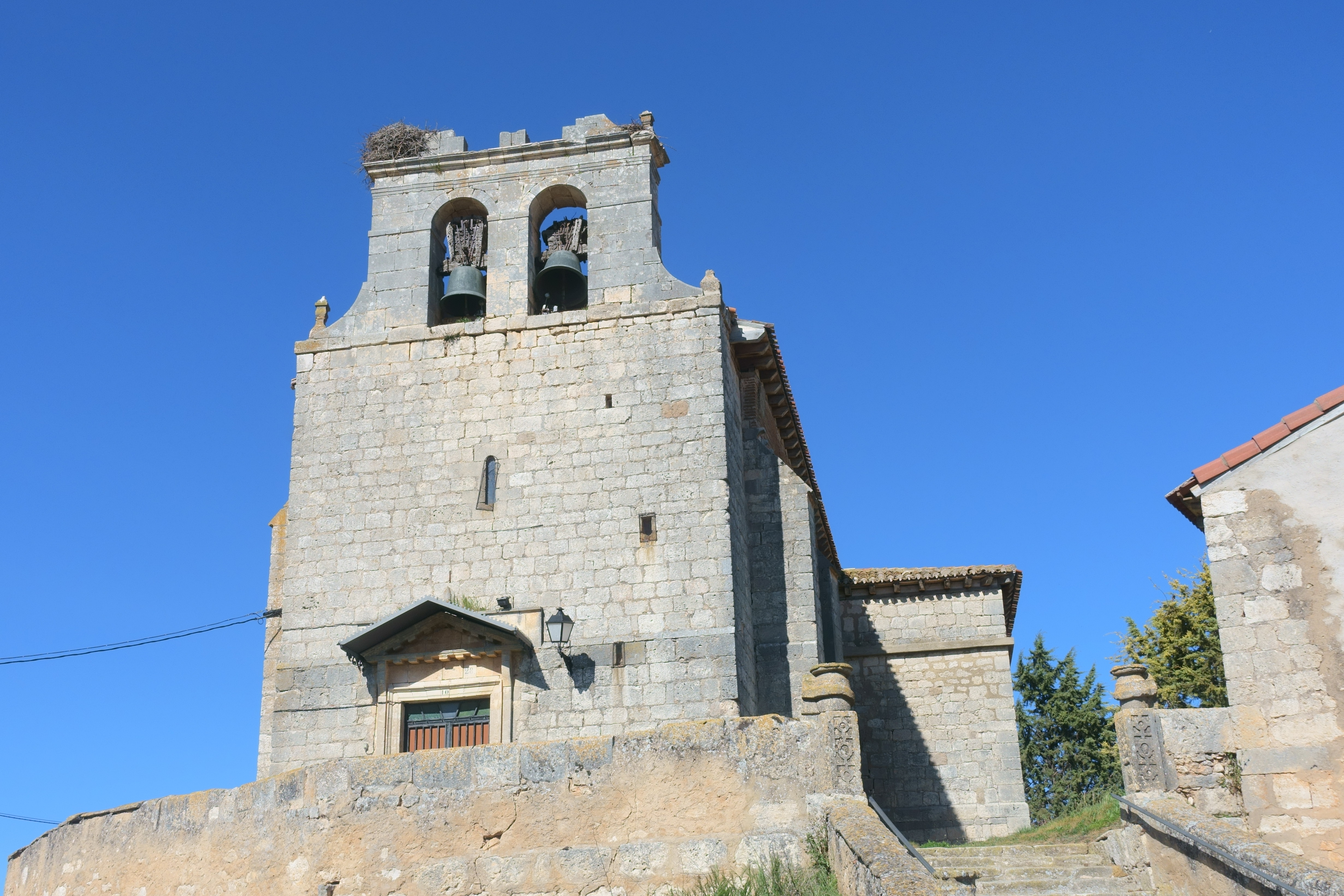
Iglesia de San Cosme y San Damián

Está situada en la parte norte del pueblo sobre una colina arcillosa. Se pueden contemplar muy bien las épocas de construcción; la planta primitiva, de mediados del siglo XIII, conserva en el alero del ábside doce canecillos románicos historiados con cabezas de la fauna del lugar y ocho en el muro lateral con cabezas humanas. Sobre esta primera iglesia, en sillería de ladrillo macizo y un metro de altura a lo largo de toda la cubierta, se remonta la reconstrucción de la iglesia en el siglo XVI. Al exterior, llama la atención su alta espadaña, de tres cuerpos con remate de frontón, bolas y cruz. Se pueden ver también sus dos puertas: La más antigua, del siglo XVII, estuvo cegada hasta 2014; situada al mediodía, se aprecian sus cinco arquivoltas, una de las cuales se deja ver al interior, con arranque de columna y capitel vegetal. La puerta que se usa, bajo la espadaña, es neoclásica, de finales del siglo XVIII, en forma adintelada y rematada en frontón triangular dentado.
El 3 de febrero de 2017, debido al temporal de viento se han derrumbado los dos cuerpos superiores de la espadaña, así como sus correspondientes campanas, sobre la bóveda y el coro de la iglesia, provocando graves daños estructurales, por lo que se ha procedido al cierre para el culto.Debido a la hora del suceso no se han producidos daños personales.
En el retablo principal, el templo se construye en planta de cruz latina, de una sola nave en cuatro tramos. Sus arcos apuntados nos revelan su estilo gótico-renacentista. Las bóvedas son sencillas, excepto la del presbiterio. Lo que más destaca de la fábrica son sus magníficos capiteles, algunos policromados, que contienen diversas escenas de fauna. El coro presenta un antepecho afligranado del siglo XV. La pila bautismal es románica, de vaso liso, borde moldurado y base cuadrada.
El retablo mayor es neoclásico de 1781 y constituye su mejor atracción artística; este es obra del maestro Andrés Bolado, y fue dorado en 1785 por Luis Carazo. En el centro presiden los patronos San Cosme y San Damián, a sus lados están Santa Teresa y Santa Rita; en el remate se puede ver una imagen de la Virgen en el misterio de su Asunción; el retablo lo corona una paloma como símbolo del Espíritu Santo.
En las capillas laterales, los brazos de la cruz latina, hay otros dos retablos. En el lado del evangelio está el de la Virgen del Rosario, de estilo churrigueresco, aunque su talla es barroca; se puede contemplar también a San Roque. En el lado opuesto hay otro retablo del mismo taller, estilo y autor, dedicado a San Antonio de Padua; este retablo se colona con una imagen de la Virgen con el niño.
Las tres piezas más valiosas artísticamente son tres tallas de madera policromada y dorada, situadas junto a los anteriores retablos: 
- Una Piedad del siglo XVI de estilo popular con cuatro figuras en una sola pieza.
- Una Dolorosa de Calvario, del siglo XVI, tallada en madera de nogal de color dorada.
- La Virgen de la Fuente del Toro, de principios del siglo XV.

### Ermita

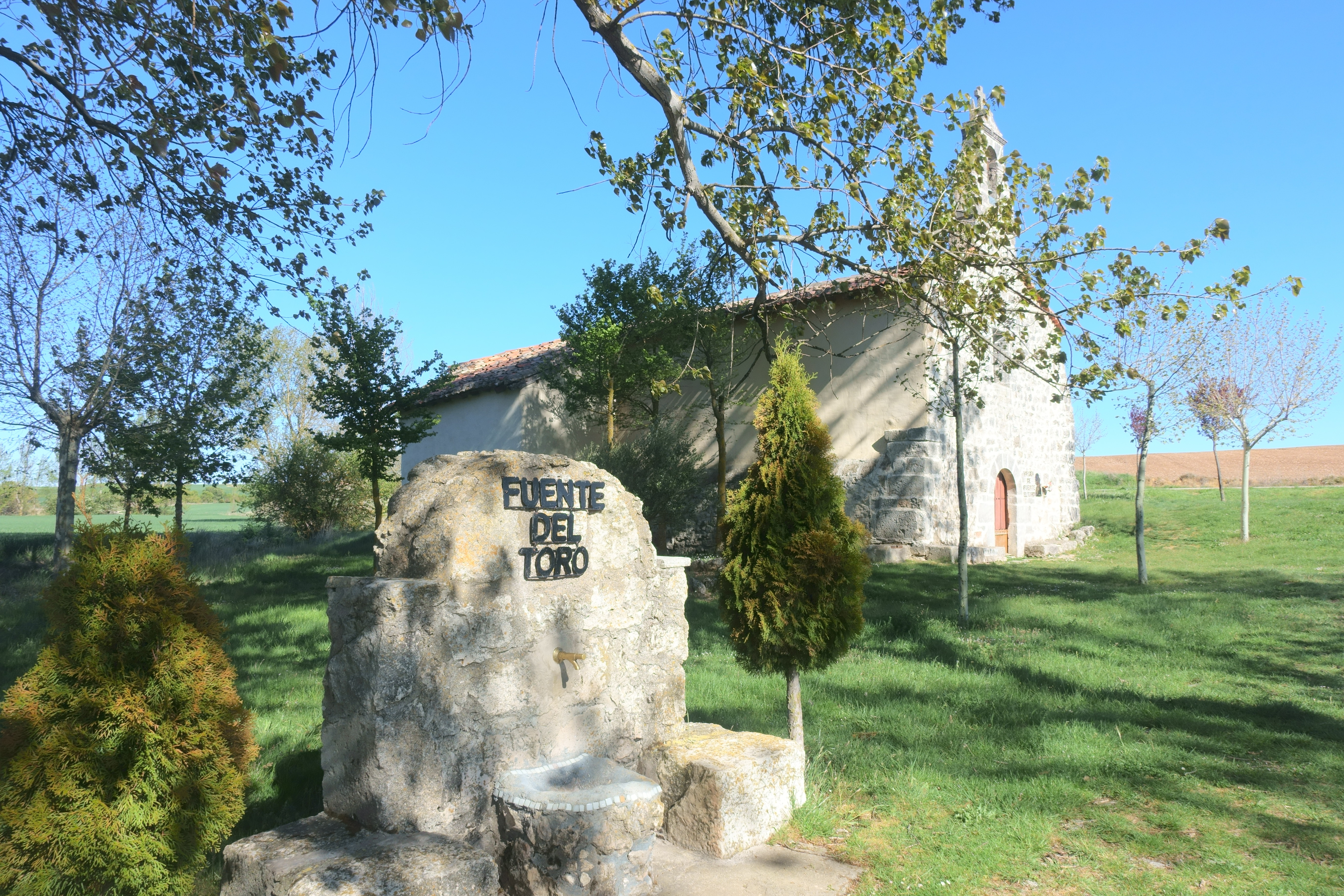
Ermita de Fuenteltoro

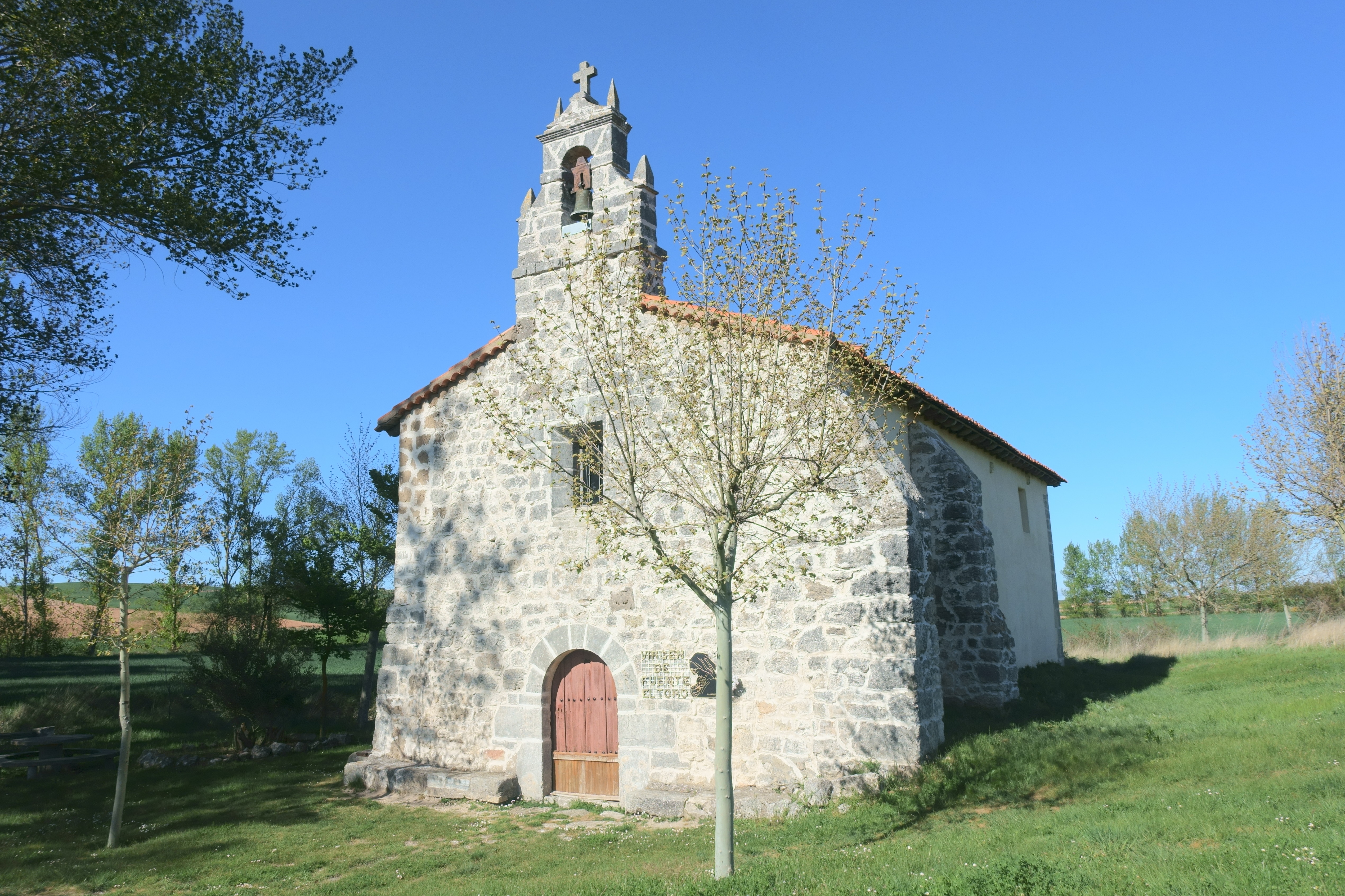
Ermita de Fuenteltoro

La ermita de Villangómez, situada a un kilómetro del pueblo, en la ribera del río Cogollos, se construyó a finales del siglo XVI. En ella se cultiva una gran devoción a la Virgen de Fuente del Toro.
Hoy en día esta ermita, restaurada y perfectamente conservada, cuenta con una sola nave, con espadaña y un retablo clasicista con pinturas en el que se ven unas imágenes de la Virgen de Fuente del Toro, la Asunción, y San Cosme y San Damián. Lo más destacado de este retablo, atribuido a un discípulo del pintor de la Corte de Felipe III, es el banco con relieves de los Evangelistas y un sagrario con una imagen de San Pedro y San Pablo y un "Ecce Homo".
La construcción de la ermita en ese lugar y hacia la Virgen de Fuente del Toro se debe a una leyenda popular en la que se cuenta que junto a una fuente y un olmo centenario, que hoy en día está sustituida por una encina, vieron a un toro escarbando con su cornamenta, dejando así al descubierto una imagen de la Virgen. Aquella imagen quedó venerada en la ermita construida, pero posteriormente se llevó a la iglesia parroquial, desde donde cada año el pueblo peregrina en procesión el segundo día de la fiesta de los Patronos y el día de Pentecostés.

### Puente

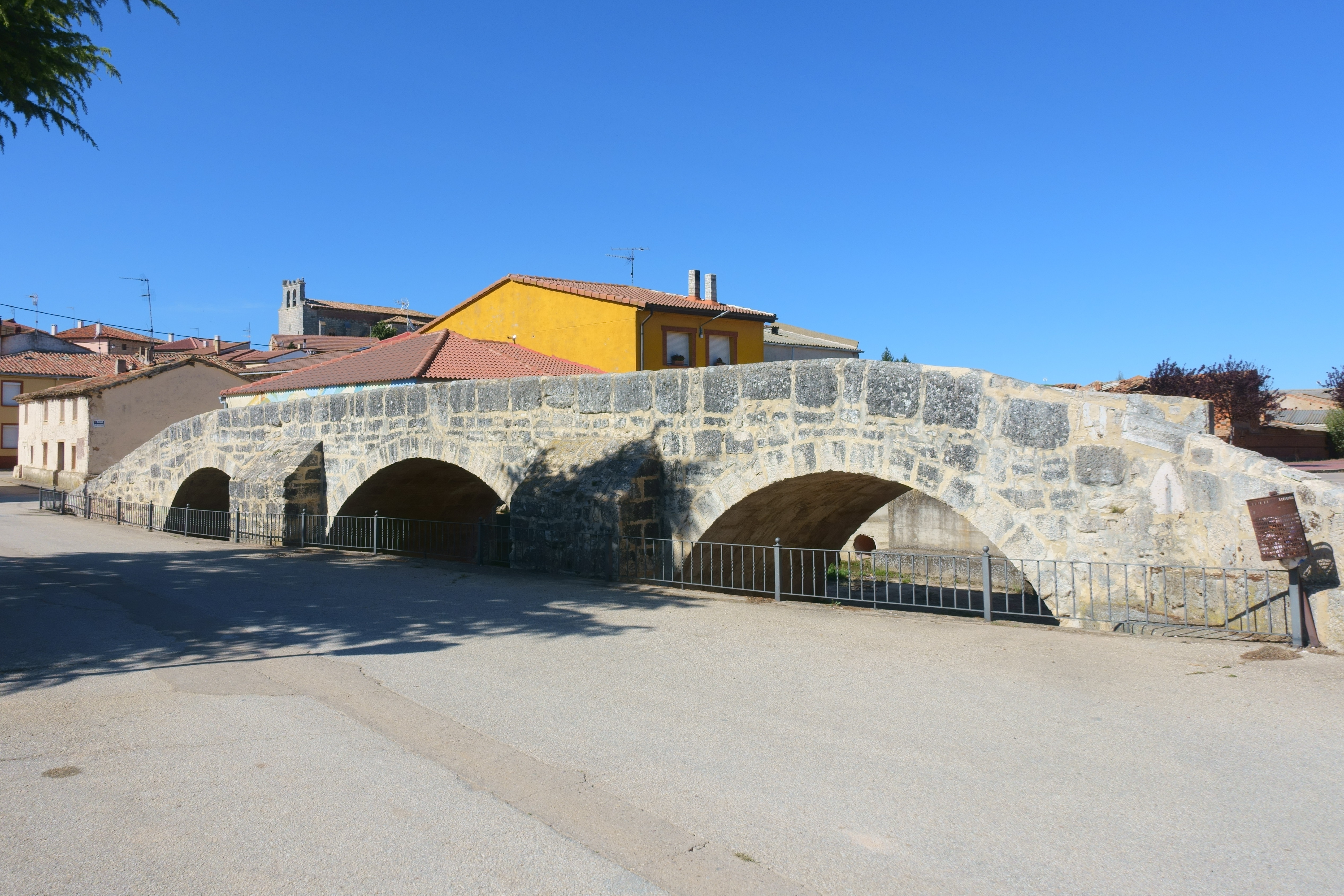
Puente

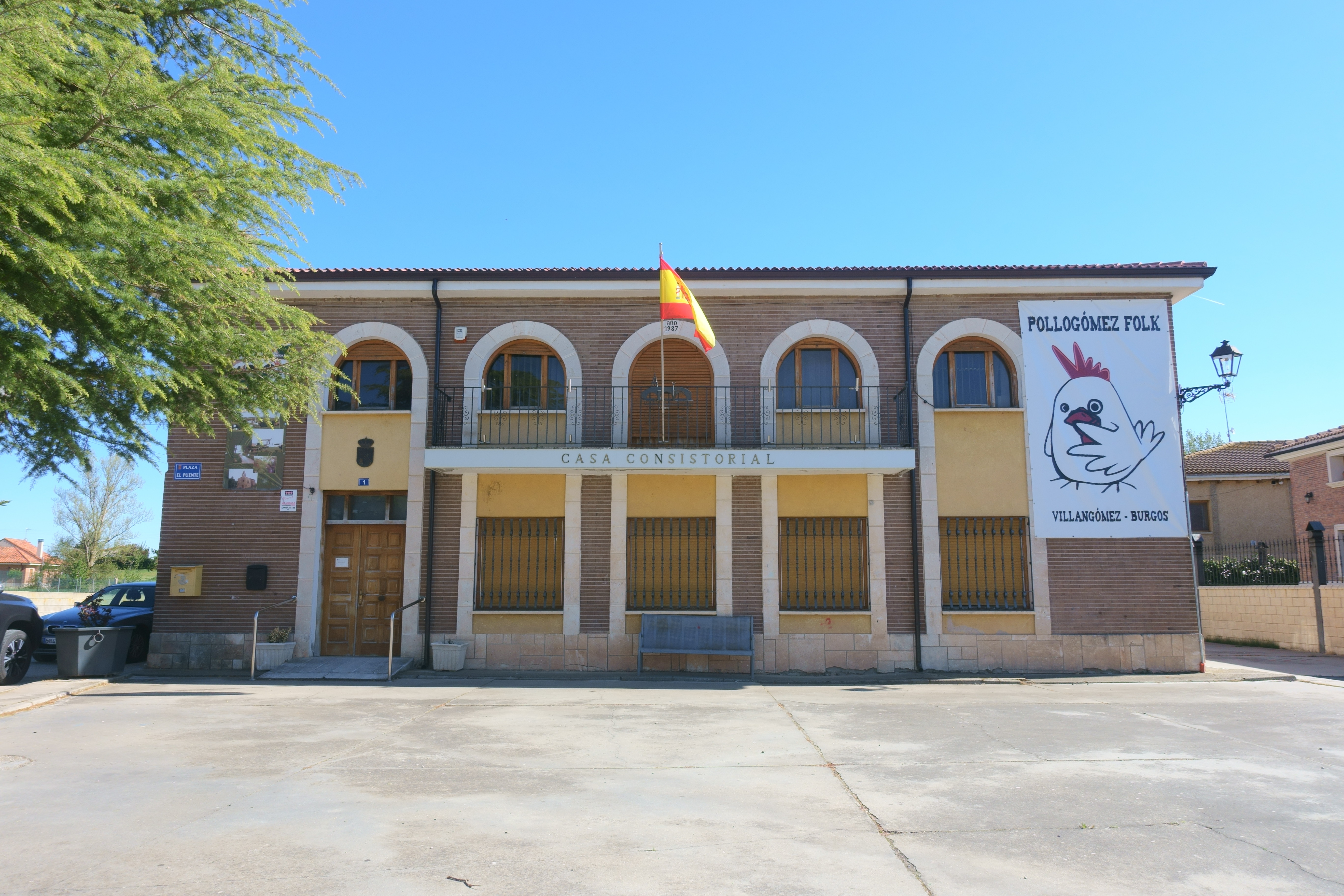
Casa consistorial

Junto a la plaza principal del pueblo, en la que se encuentra el ayuntamiento, Felipe III mandó construir un puente en el siglo XVII que pasaba sobre el río Cogollos. Sin embargo, años después el río se desvió logrando así que no atravesara el pueblo, sino que, en la actualidad, el río Cogollos pasa por las afueras, dejando así el puente del pueblo inutilizado. El puente fue restaurado a principios del siglo XXI, conservándose así en perfecto estado.

## Demografía
Villangómez cuenta con una población de 231 habitantes (INE 2024).
| Gráfica de evolución demográfica de Villangómez entre 1842 y 2021 |
| |
| Población de derecho según los censos de población del INE Población de hecho según los censos de población del INEEn 1857 crece el término del municipio porque incorpora a Villafuertes |

## Cultura

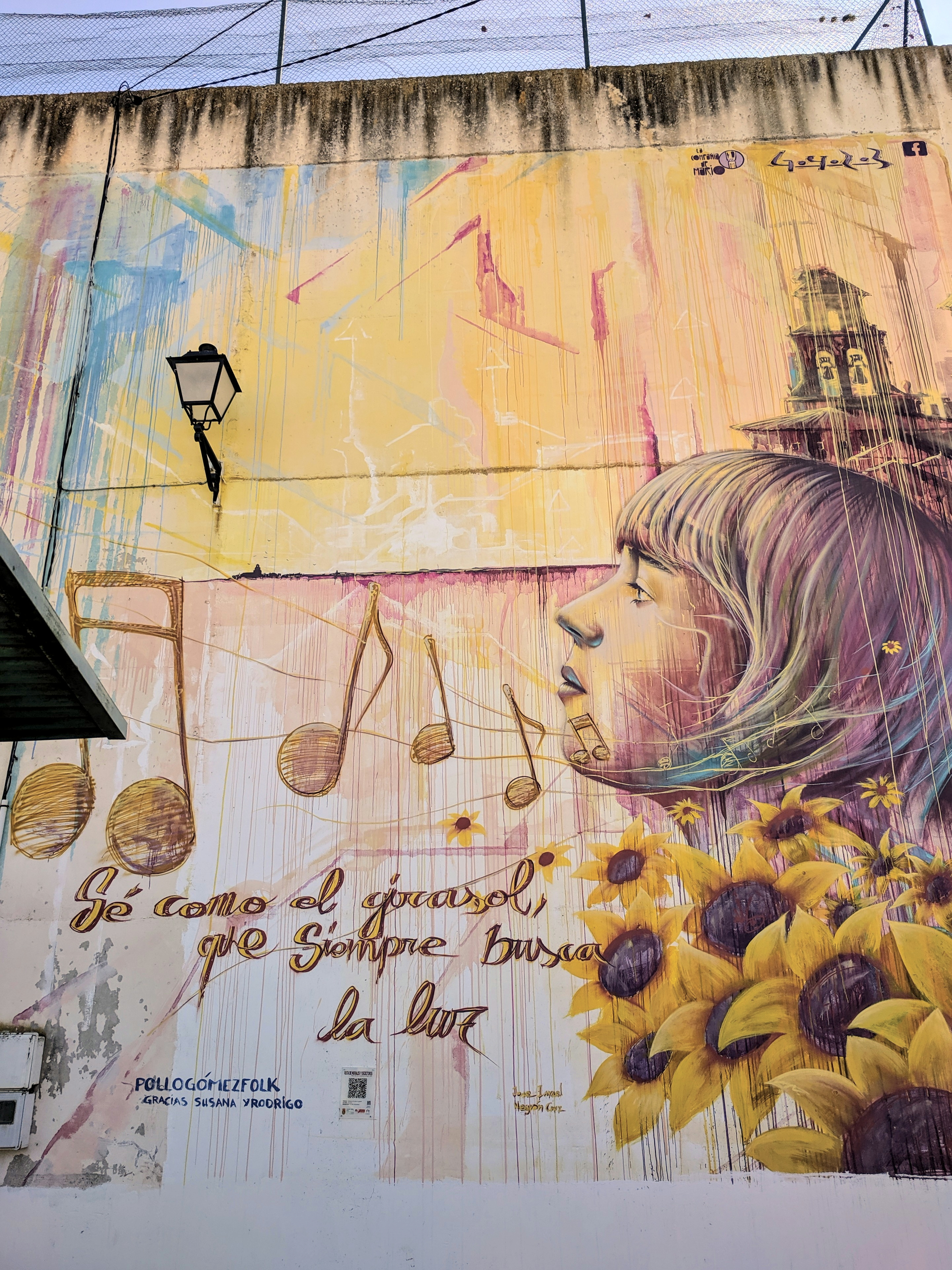
Mural

Villangómez cuenta con varias fiestas distribuidas a lo largo del año, organizadas por el ayuntamiento y la comisión de fiestas.

### Pentecostés
Las fiestas de Pentecostés es una festividad religiosa que se celebra cincuenta días después de la Pascua y pone fin al periodo pascual.
Durante ese fin de semana se realizan varias ceremonias de misa y, el domingo, una procesión que conduce a la virgen hasta la ermita del pueblo.

### San Cosme y San Damián
Desde tiempos antiguos, Villangómez celebra las fiestas de San Cosme y San Damián, los patronos, el fin de semana más próximo al 26 de septiembre. Es el festejo más importante de la localidad.
Comienzan el viernes con el pregón del alcalde y el posterior nombramiento de los reyes anuales de las fiestas, y continúa con baile de noche. Al día siguiente suele haber actividades para niños como hinchables, partido de fútbol... Tras comenzar el baile de tarde se ofrece el concurso de disfraces infantil, y más tarde el de adultos. El domingo por la mañana se celebra la misa, y al finalizar, un cáterin para los alcaldes de diferentes pueblos de la zona y los reyes de las fiestas. Para finalizar, por la tarde, se traslada en procesión a la virgen hasta la iglesia, donde predican una breve misa.

### San Isidro Labrador
Como pueblo agrícola, festeja mantiene la devoción a San Isidro Labrador, patrono de los labradores, en cuya fiesta se bendicen los campos.
El 15 de mayo de cada año, los agricultores abandonan sus tierras y el pueblo se reúne para disfrutar de un pequeño cáterin en el ayuntamiento seguido de juegos tradicionales como la comba o la tuta.

### Matanza
A mediados de febrero se realiza la matanza del cerdo, en la que se hacen morcillas, chorizos, lomos y todo tipo de alimento porcino que se degusta en una comida y cena en la que participa todo el pueblo.

### Festival Pollogómez

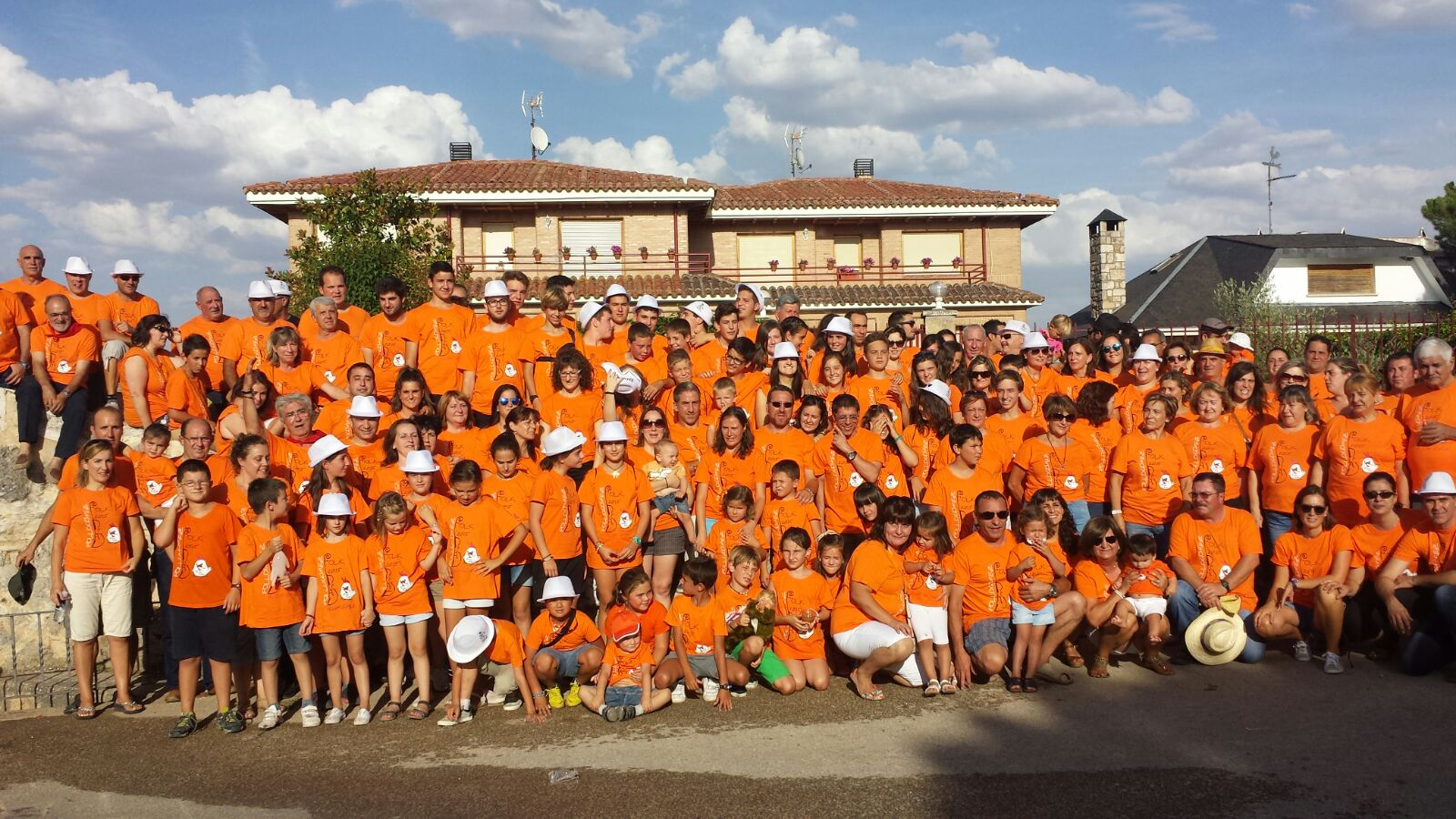
Colaboradores de la VI edición del Pollogómez Folk

Una peculiaridad característica de Villangómez es que es el pueblo que más carne avícola produce de toda Castilla y León, cuenta con un gran número de granjas para poder lograrlo. Y por ello, el año 2010 se decidió dar vida a un nuevo festival de música folk, el Pollogómez. En este festival, que se celebra a finales del mes de agosto, se disfruta de un día de música folclórica, de la degustación de pollo asado en parrillas por los pueblerinos y de la entrega del Pollogómez de Honor, un trofeo de arcilla con forma de pollo realizado a mano que se entrega junto a los alcaldes de la zona.
Además hay gran diversidad de actividades, como talleres, catas de vino, mercado tradicional...
Una particularidad del Pollogómez es que todos los colaboradores, el día de la celebración, visten con la misma camiseta, con un color y diseño diferente cada año, aunque siempre se mantiene el logo del pollo.
A lo largo de los años han participado en este certamen diferentes celebridades de la música folk, como Diego Galaz, Kepa Junkera, Xavi Lozano o Vanesa Muela. Además de grupos como La Musgaña, Zoobazar & Carmen París, StreetWings, y otros más conocidos como el grupo burgalés La Maravillosa Orquesta del Alcohol, o Luar na Lubre. Estos grupos, junto a la hospitalidad y el pollo, atraen cada vez a un mayor número de gente (en las últimas ediciones Villangómez recibió a más de 4500 personas), por ello, se posiciona en el mapa de los principales festivales de la provincia y se convierte en una cita musical indispensable para todos los públicos.